# كيكاوس الأول
كيكاوس الأول هو عز الدين كيكاوس بن كيخسرو سلطان من سلالة سلاجقة الروم والابن الأكبر لكيخسرو الأول تولى السلطنة من عام 1211 إلى عام 1220.
في عهد هذا السُلطان افتُتحت مدينة سينوپ ممَّا أكسب السلاجقة منفذًا على بحر البنطس، وأُخضعت مملكة قيليقية الأرمنيَّة بِفضل القُدرة العسكريَّة الهائلة لِلسلاجقة والتي رأى الأرمن أنْ لا قِبل لهم بِمُقاومتها، فأعلن الملك ليون الثاني طاعته التامَّة لِلسُلطان، وضاعف لهُ الخَراج السنويّ، وسلَّمه حصنَيْ لؤلؤة ولوزاد الحُدُوديين، اللذين يتحكَّمان بِالممرَّات القيليقيَّة.
ترك بعد وفاته سلطنةً قويَّةُ يسودها الأمن ويعُمُّها الرخاء، وذلك بِفضل الجيش النظامي الذي اعتمد عليه لِرد الاعتداءات الخارجيَّة وإحلال الأمن في الداخل والتوسُّع على حساب جيرانه، وتحسَّنت في عهده الحياة التجاريَّة، وانتشرت المهن بين السلاجقة، وازدهرت الحياة الزراعيَّة، وعمَّ الرخاء سائر المُقاطعات والمُدُن بِفضل شبكة الطُرُق التجاريَّة الآمنة، وأضحت سلطنة سلاجقة الروم ذات قُوَّة اقتصاديَّة هائلة.

## توليه العرش
بعد وفاة والده كيخسرو الأولى سنة 1211 في معركة العشير، تحدى أخويه إبراهيم كايفيدرون و كيقباد الأول توليه العرش. وقد حصل كيقباد الأول في البداية على دعم الدول المجاورة مثل عمه حاكم أرضروم وليو الأول ملك أرمينيا. وفي نفس الوقت سعى كايفيدرون إلى دعم فرنجة قبرص وقد عرض ميناء أنطاليا واذي اكتسبه لخطرهم. أما كيكاوس فقد دعمه معظم الأمراء وأرستقراطية السلاجقة وانطلق من قاعدته في ملطية ليستولي على كايسيري ثم قونية. مما حمل ليو على تغير رأيه، مما أضطر كايكوباد إلى الفرار والتحصن في أنقرة، حيث طلب المعونة من قبائل التركمان كاستامونو. ولم يلبث أن ألقى كيكاوس القبض على كل من إخويه وتأمين العرش لنفسه.
عقد كيكاوس خلال هذا الوقت الخطر، على تسوية سلمية مع ثيودور الأول لاسكاريس، إمبراطور الإمبراطورية البيزنطية في نيقية. هذه المعاهدة كانت بمثابة نهاية للأعمال العدائية بين دولة سلاجقة الروم وإمبراطورية نيقية، وأن كان البدو الرحل التركمان واصلوا أحياناً مشاكل حدودية مع البيزنطيين.

## الحملة الصليبية الخامسة
أمن كيكاوس أنطاليا بعلاقات سلام مع الغرب. وتحول اهتمام كيكاوس إلى الشرق. وسمح للحملة الصليبية الخامسة بالمرور مما أجبر الأيوبيين على خوض صراع على جبهتين.
عندما أرسل الغرب الأوروبي حملته الصليبية الثالثة كان الإمبراطور الألماني فريدريك بربروسا أحد المشاركين فيها، وحتى يمهد لحملته أرسل رسائل للملوك والأمراء والسلاطين الذين سوف تجتاز حملته بلادهم، ومنهم السلطان قلج أرسلان الثاني، الذي رد عليه يعده بالمساعدة، في حين قام الإمبراطور البيزنطي بإرسال بعثة إلى ألمانيا تعد باجتياز الحملة الأراضي البيزنطية، وفي الوقت نفسه أدت مخاوفه إلى سعيه لمحالفة صلاح الدين ضد فريدريك وقلج، فتعهد له صلاح الدين بوضع الأماكن المقدسة النصرانية في بلاد الشام تحت رعاية رجال الدين الأرثوذكس. عندما وصل الإمبراطور فريدريك البلقان أرسل الإمبراطور البيزنطي رسالة لصلاح الدين تعده بعدم تمكينه من عبور بلاده، لكن فريدريك اجتاز الأراضي البيزنطية ووصل داخل هضبة الأناضول السلجوقية، وقام قلج بتزويد الجيش الألماني بالمؤن وحراستها داخل الأراضي السلجوقية حتى وصلت الحملة أرض الشام. فلما آلت السلطة السلجوقية لعز الدين كيكاوس في عهد الملك الأيوبي العادل، طمع بالسيطرة على حلب، فأرسل جيش تقابل مع الجيش الأيوبي على مشارف حلب، انتهت المعركة بهزيمة السلاجقة، فقام عز الدين بسحب جيشه واسترد الجيش الأيوبي بلدة تل باشر ورعبان وتل خالد وبرج الرصاص التي خسرها قبل معركة حلب.

## سينوب
تعتبر السيطرة على سينوب من أهم انجازات كيكواس لدولة السلاجقة وهو ميناء على البحر الأسود سينوب. في سنة 1214 أسر رجال قبائل تركمانية ألكسيوس الأول إمبراطور طرابزون، في رحلة صيد له خارج مدينة. سلم الأسير إلى السلطان، وبدأ التفاوض على حريته مقابل سينوب وباقطاعية من إقليم طرابزون الشرقي. لينجح السلاجقة في اكتساب منفذاً بحرياً على البحر الأسود إضافة إلى المنفذ على البحر الأبيض المتوسط عن طريق أنطاليا، وكانت الإسفين مدفوعًا بين إمبراطورية طرابزون وإمبراطورية نيقية البيزنطية. وقد تأثر النقل يوم الأحد، 1 تشرين الثاني/نوفمبر مع السلطان و «كومنينوس» الحالي. تم ترفيه أليكسيوس الذي تمت استضافته لعدة أيام وبعد ذلك طلب العودة إلى إمبراطورية طرابزون.
استمرت الرحلات التجارية الأوروبية والبيزنطيه إلى المدينة بعد نقلهت. واسماها كيكاوس باسم أرمني (هيتم رايس)، لتنظيم الاختلاط السكاني لليونانيين والأتراك. بين نيسان/أبريل وأيلول/سبتمبر في سنة 1215 أعيد بناء الجدران تحت إشراف المهندس اليوناني سيباستوس. وساهم خمسة عشر أميراً سلجوقياً في تغطية التكلفة. وتم تسجيل لوحة تذكارية على برج باللغة اليونانية والعربية قرب البوابة الغربية.

## الوفاة
وفي سنة 616هـ المُوافقة لِسنة 1219م تُوفي السُلطان كيكاوس بعد أن حكم ثمانية أعوام، وبعد وفاة كيكاوس اختار الأُمراء والأعيان شقيقه علاء الدين كيقُباد.